# Isole Nezametnye
Le isole Nezametnye (in russo острова Незаметные, ostrova Nezametnye; in italiano "isole invisibili, nascoste") sono un gruppo di isole russe che fa parte dell'arcipelago Severnaja Zemlja e sono bagnate dal mare di Kara. Amministrativamente appartengono al Tajmyrskij rajon del Territorio di Krasnojarsk, nel Distretto Federale Siberiano.
Le isole non vanno confuse con l'isola Nezametnyj che fa parte dello stesso arcipelago o con la Nezametnyj della Terra di Francesco Giuseppe.

## Geografia
Le isole sono ubicate nella parte settentrionale dell'arcipelago, a sud-est dell'isola Komsomolec, nello stretto dell'Armata Rossa (пролив Красной Армии, proliv Krasnoj Armii); sono a 500 m dalla costa, a est di capo Poslednyj (мыс Последный). Il gruppo è composto da tre isole maggiori, lunghe rispettivamente 350, 550 e 600 m, ed alcune minori. Le isole distano fra loro dai 300 ai 700 m.

## Isole adiacenti
- Isole Diabazovye (острова Диабазовые), a est.
- Isola Časovoj (остров Часовой), a sud-est.